# Phi vụ 999
Phi vụ 999 (tiếng Anh: Triple 9) là một bộ phim tội phạm giật gân 2016 của Mỹ do John Hillcoat đạo diễn và Matt Cook viết kịch bản. Phim có sự tham gia của dàn diễn viên hùng hậu như Casey Affleck, Chiwetel Ejiofor, Anthony Mackie, Aaron Paul, Clifton Collins Jr., Norman Reedus, Teresa Palmer, Michael K. Williams, Gal Gadot, Woody Harrelson và Kate Winslet. Phim khởi chiếu ngày 26 tháng 2 năm 2016 bởi Open Road Films.